# Solidago macrophylla
Solidago macrophylla là một loài thực vật có hoa trong họ Cúc. Loài này được Banks ex Pursh miêu tả khoa học đầu tiên năm 1814.